# Corona 47
Corona 47 – amerykański satelita rozpoznawczy. Był dziewiątym statkiem serii Keyhole-4 ARGON tajnego programu CORONA. Jego głównym zadaniem było wykonanie wywiadowczych zdjęć Ziemi. Zdjęcia były poważnie uszkodzone przez działanie ładunków elektrostatycznych i promieniowanie.

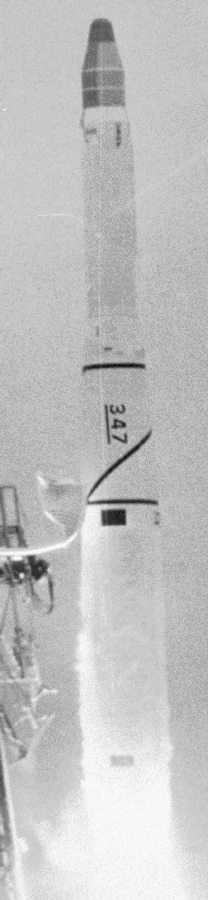
Start rakiety Thor Agena B z satelitą Corona 47 na pokładzie

## Ładunek
- Dwa aparaty fotograficzne typu „Mural” o ogniskowej długości 61 cm i rozdzielczości przy Ziemi około 7,6 metrów
- Pomiar promieniowania kosmicznego płytami z emulsją czułą na takie promieniowanie